# 瓦连京·瓦连京诺维奇·伊万诺夫

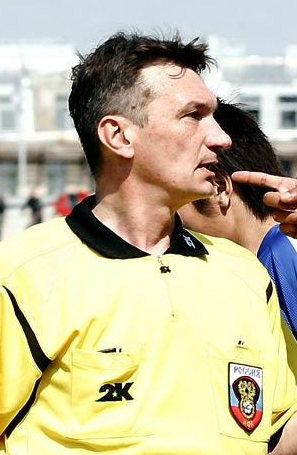
瓦连京·瓦连京诺维奇·伊万诺夫

（1961年7月4日—），俄羅斯足球裁判，是2006年世界杯的球證之一。他的父亲是前蘇聯國腳瓦连京·科兹米奇·伊万诺夫。
瓦连京·伊万诺夫出生於莫斯科，他除了是一位足球球證外，也是一位在莫斯科工作的教師，他首場執法的賽場是於1999年6月9日由盧森堡主場對波蘭的球賽，另外，他曾參與2003年洲際國家杯的裁判工作以及於葡萄牙主辦的歐洲國家杯和2005年的世界青年足球錦標賽執法。
而在2005年至2006年中，艾雲諾夫就為英格蘭、瑞典、威爾斯與冰島4隊球隊的外圍賽執法外，也於歐聯的4強賽—對為球證。
2006年世界杯，艾雲諾夫成為了該屆世界杯的球證，在他執法的第二場球賽—葡萄牙對荷蘭的16強淘汰賽，艾雲諾夫一共發出了4面紅牌及16面黃牌，創下了世界杯中發出牌數最多的球賽以及最多紅牌出現的球賽，這場球賽也被稱為紐倫堡戰役。賽後，艾雲諾夫被國際足協會長塞普·布拉特批評「他應該罰自己一張黃牌。」後來布拉特意識到自己失言，向艾雲諾夫表示歉意。

## 外部連結
- 簡介 （页面存档备份，存于）